# Ušanovići (Czarnogóra)
Ušanovići (cyr. Ушановићи) – wieś w Czarnogórze, w gminie Bijelo Polje. W 2011 roku liczyła 79 mieszkańców.